# Chernel Ferenc (újságíró)
Chernelházai Chernel Ferenc (Rábapüspöki, 1823. – Bécs, 1887. november 30.) újságíró.

## Élete
Az ősrégi nemesi chernelházi Chernel család sarja. Apja, chernelházi Chernel Ferenc, udvari ágens, anyja, von Fritz Mária (1799-1850) volt. Az 1848–49-es szabadságharc alatt belépett a honvéd hadseregbe. 1849-ben szárnysegéde volt, Kiss Pál vezérőrnagynak, a péterváradi várparancsnoknak. A szabadságharc bukása után mint közkatonát besorozták és Cattaroba vitték, de nem sokáig volt osztrák katona, beteg lett és elbocsátották. Ekkor azonban nem jött haza, hanem német újságíró lett Bécsben, a magyarbarát Wanderernél kezdte s a Pressénél végezte működését. Egyszer félbeszakította hírlapirói pályáját 1859-ben, amikor az Alföldön toborzott huszárok közé állt és az olaszok ellen harcolt. Szerkesztette még az Agramer Zeitungot is, az 1860-as évek végén és az 1870-es évek elején.